# БВСК
БВСК (венг. Budapesti Vasutas Sport Club; Будапештский железнодорожный спортивный клуб) — венгерский футбольный клуб из города Будапешт.

## История
БВСК был основан в августе 1911 года. Большинство из основателей клуба были железнодорожники, железнодорожной станции в Будапеште.
ФК БВСК достиг наибольшего успеха в 1990-е годы. В 1992 году впервые принял участие в Кубке Митропы, где клуб сыграл два матча с ДАК 1904 (0:0, по пенальти 6:5 и «Борац» (1:1, по пенальти 3:5). В сезоне 1995/1996, завоевал второе место в Чемпионате Венгрии, и вышел в финал Кубка Венгрии, где уступил по сумме двух встреч «Кишпешт-Гонвед» (1:0, 0:2). В сезоне 1996/1997 впервые выступил в Кубке УЕФА, однако выбыл уже в отборочном раунде после матча с валлийском «Барри Таун» (3:1, 1:3 поражение по пенальти). В этом же сезоне снова выступил в финале национального кубка и снова проиграл теперь уже MTK (0:6, 0:2). Сезон спустя сыграл в Кубке обладателей кубков. В отборочном раунде обыграл «Бальцерс» из Лихтенштейна (2:0, 3:1), а в первом круге выбыл после встречи с «Реал Бетис» (0:2, 0:2). В 1999 году клуб опустился до второго дивизиона, а в 2001 году был понижен из второго в четвертый дивизион из-за финансовых трудностей.

## Достижения

### Национальные
- Национальный чемпионат I
  - Вице-чемпион (1): 1996
- Национальный чемпионат II
  - Обладатель (2): 1958, 1991
- Кубок Венгрии
  - Финалист (2): 1996, 1997

### Международные
- Кубок Митропы
  - Финалист : 1992